# Tréfimétaux
Tréfimétaux est une société industrielle française de métallurgie résultant de la fusion en 1961 de la Compagnie française des métaux et de la société des Tréfileries et laminoirs du Havre.
En 1967, Tréfimétaux passe sous le contrôle de Péchiney et, après diverses réorganisations, sous celui du groupe italien SMI (1987). La filiale française de ce groupe désormais connu sous le sigle KME abandonne la dénomination Tréfimétaux en 2007.

## Les sociétés fondatrices

### Les tréfileries et laminoirs du Havre
À l'origine (fin XIXe siècle) entreprise localisée au Havre, fondée sur les brevets de Lazare Weiller, la compagnie des Tréfileries et laminoirs du Havre (TLH) est assez rapidement devenue une entreprise de surface nationale, avec les usines de Rugles (Eure), Saint-Maurice (Val-de-Marne), Grenoble (Isère), Charleval, la Praz (Savoie), Dijon (Côte-d'Or), Montreuil-Belfroy (Maine-et-Loire), Darnetal (Seine-Maritime), Saint-Denis (Seine), La Courneuve (Seine), Poissy (Yvelines), Pont-de-Chéruy (Isère). Elle a aussi des filiales à l'étranger.

### La Compagnie française des métaux
Ne pas la confondre avec la Compagnie française de mines et métaux (filiale actuelle d'Areva NC), ni l'ancienne Société des métaux, disparue en 1887.
Cette société, fondée comme société anonyme en 1892, est issue de l'entreprise Laveissière (fonderies et laminoirs de cuivre) qui existe dès 1859 avec des établissements à Grenelle et Saint-Denis. Elle porte d'abord le nom de Société industrielle et commerciale des métaux, puis de Compagnie française des métaux. Elle se développe ensuite, de façon cependant moins importante que les TLH, détenant finalement des usines à Saint-Denis, Castelsarrazin (Tarn-et-Garonne), Déville-lès-Rouen (Seine-Maritime), Sérifontaine (Oise), Givet (Ardennes), Marseille (Bouches-du-Rhône)  et La Madeleine-les-Lille (Nord).
La CFM est successivement dirigée par Jules Mesureur (1892), Georges Vésier (1899), Georges Desbrières (1938).

## Historique
Établissements acquis après la fusion (date encore non déterminée) : Couëron (de la Fonderie de Pontgibaud) ; Dives-sur-Mer ; Courbevoie.
Période Tréfimétaux (1961-1967)
La nouvelle entité est dirigée par Georges Desbrières (ex-CFM), président directeur général jusqu'en 1967.
Période Péchiney (1967-1987)
- 1986 : fermeture de l'usine Tréfimétaux de Dives-sur-Mer, dans le Calvados, classée depuis comme site amianté en 2007[6].

Période SMI/KME Group SpA (depuis 1987)
- 1988 : fermeture de l'usine de Couëron, près de Nantes, issue d'un établissement créé en 1861.
- 2001 : fermeture de l'usine de Pont-de-Cheruy.
- 2009 : fermeture de l'usine de Sérifontaine (Oise)[7].

Actuellement, le groupe KME possède quatre établissements en France (tous issus de Tréfimétaux) :
- usine de Boisthorel à Rai (Orne) ;
- usine de Niederbruck (Haut-Rhin) ;
- usine de Givet (Ardennes) ;
- atelier de découpe de Thise près de Besançon.